# آماندا ادگرن
آماندا ادگرن (به انگلیسی: Amanda Edgren؛ زادهٔ ۲۴ اوت ۱۹۹۳) بازیکن فوتبال اهل سوئد است که در پست هافبک بازی می‌کند. او سابقه بازی در چند باشگاه معتبر سوئدی و همچنین حضور در تیم ملی فوتبال زنان سوئد را دارد.